# Eva Kristin Snare
Eva Kristin Snare er en norsk erhverskvinde, tidligere kunde-chef i IT Factory og hustru til tidligere bestyrelsesformand samme sted, Asger Jensby.

## Baggrund og karriere
Hun er født i Kongsvinger i Norge.
- Gift med erhvervsmanden Asger Jensby. Børn: Helena (f.1998) og Thomas (f.2001)..[1] De har tidligere boet i London og senest i Charlottenlund, men flyttede i 2007 ind i en nybygget patriciervilla på 1000 m² i Kongsvinger..[2]>
- Høgskolen i Hedmark.
- Cand. merc. i Business Administration fra Karlstads universitet.[3]
- Har arbejdet 12 år i forskellige stillinger hos CSC i Norge, Storbritannien og Danmark. (1993-2005)
- Opretter firmaet Snare v/Eva Snare 1. april 2005. Det ophørte med at eksistere 31. december samme år.
- Head of Product Management (produkt- og markedschef med ansvar for kundernes tilfredshed) i IT Factory (2005-08).[4]

### Sponsor for delfinale af norsk melodi-grandpix 2009
Eva Snare Jensby og Asgeir Jensby skød i august 2008 700.000 n.kr fra egen lomme i egenkapital i selskabet Kongsvinger arrangement AS, således at Kongsvinger også næste år kan være vært for delfinalen af Det norske Melodigrandprix.